# James Coignard
James Coignard, nacido el año 1925 en Tours y fallecido el 2008 en Mougins, fue un pintor, grabador y escultor francés.